# Andreas Thomas Schüller
Andreas Thomas Schüller (* 27. Mai 1957 in Karl-Marx-Stadt) ist ein deutscher Maler, Grafiker, Galerist, Autor und Herausgeber. 

## Biografie

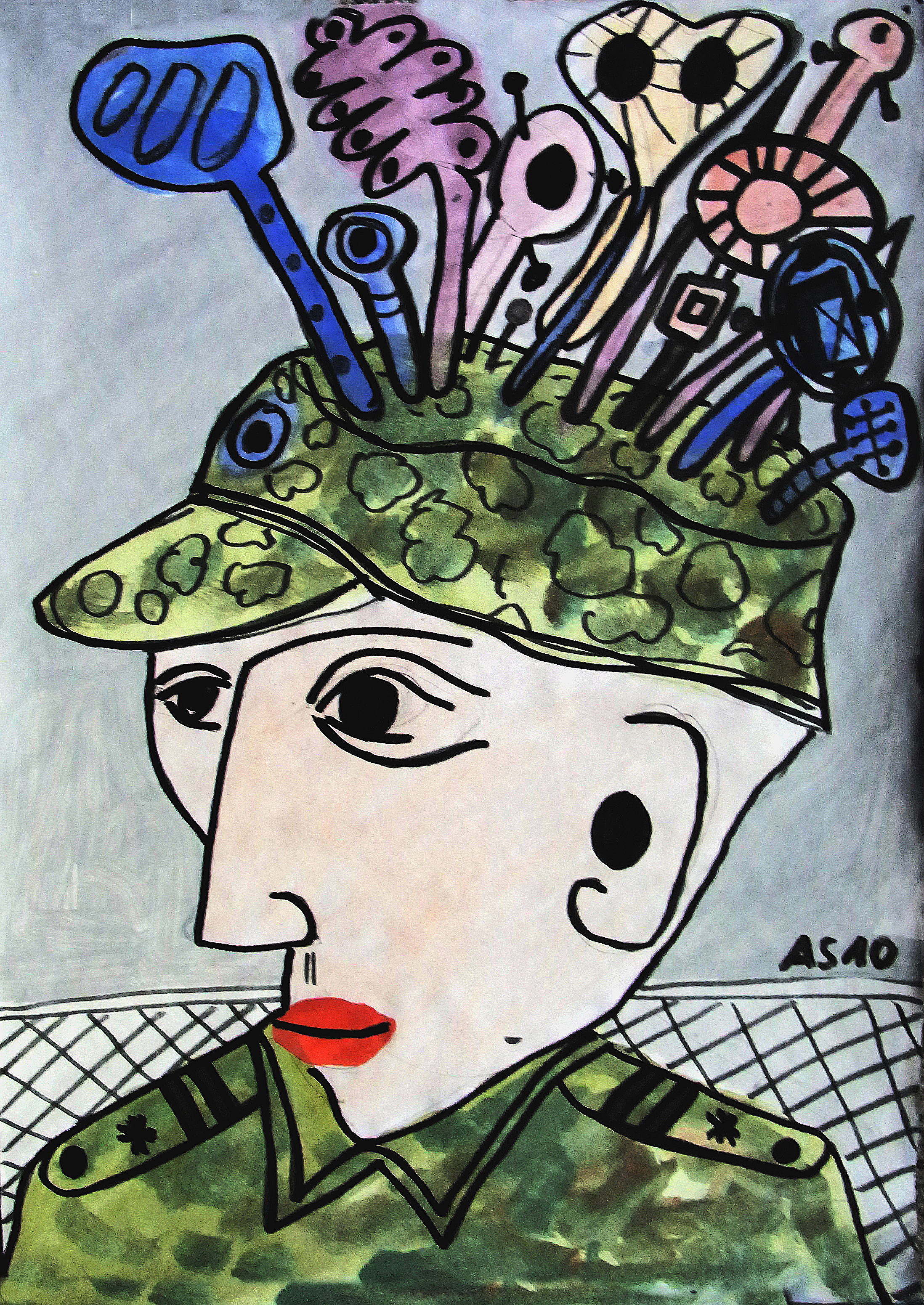
A.T.Schüller: Selbstporträt

Schüller ist gelernter Werkzeugmacher und arbeitete bis 1982 in diesem Beruf. Seit 1980 ist er künstlerisch aktiv. Er besuchte die Volkshochschule Karl-Marx-Stadt in den Fächern Grafik und Schriftgestaltung. Ab 1982 war er Beleuchter am Städtischen Theater Karl-Marx-Stadt. Seit 1985 ist er freiberuflich als Maler/Grafiker tätig. Sein Mentor war Heinz Tetzner. Er war von 1987 bis 1990 Mitglied des Verbands Bildender Künstler der DDR und 1985 auf der Bezirkskunstausstellung Karl-Marx-Stadt vertreten. Schüller organisierte 1987 bis 1988 ca. 20 Ausstellungen befreundeter Künstler im eigenen Atelier. Aktivitäten, die vom MfS unter dem Aktennamen „Boykott“ erfasst und beobachtet wurden. Aus dieser Erfahrung heraus erfolgte 1991 die Gründung des Kunstvereins Laterne, der die gleichnamige Galerie betreibt und eine Kunstzeitschrift gleichen Namens herausgibt. Literarische Texte sowie Text-Bild-Kompilationen erschienen dort und in Eigenedition, u. a. 2001 der Roman "Babuschka".